# Hella Sonnen- und Wetterschutztechnik
Die HELLA Sonnen- und Wetterschutztechnik GmbH ist ein österreichischer Hersteller von Sonnen- und Wetterschutzanlagen für den Objekt- und Privatbau.

## Geschichte

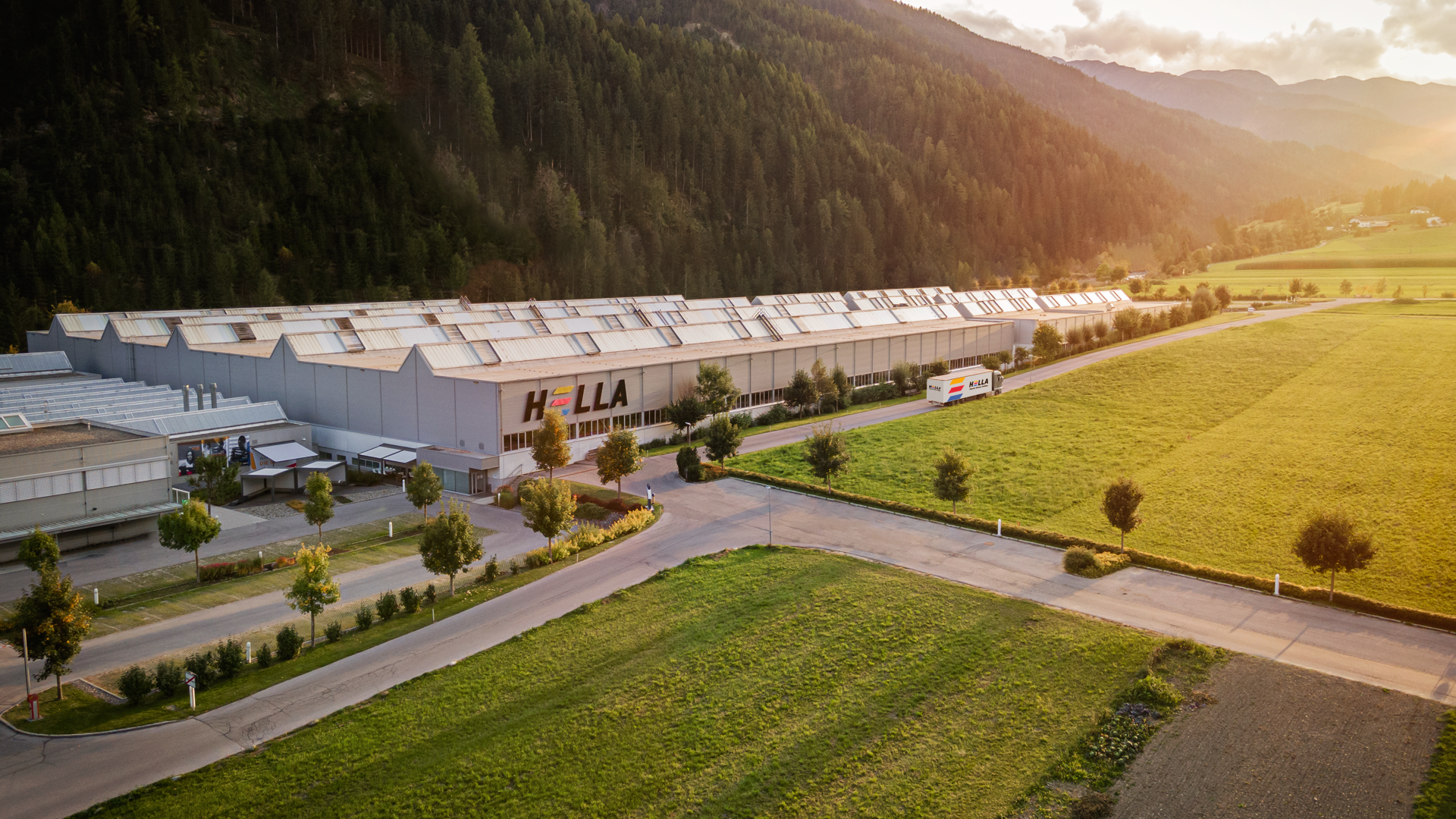
Hauptsitz in Abfaltersbach

Im Jahr 1959 wurde das Unternehmen am Standort Abfaltersbach von Alois Kraler gegründet. Mit 2 Mitarbeitern wurden Jalousien in verschiedenen Ausführungen gefertigt. Ab 1965 wurde mit den Erweiterungen der Produktionshallen und dem Ausbau des Vertriebsnetzes begonnen. 2001 startet die internationale Expansion. Heute ist das Unternehmen in neun europäischen Ländern mit eigenen Niederlassungen vertreten. 

## Unternehmen
Die HELLA Gruppe ist als Holding organisiert, die von Abfaltersbach aus agiert. Sie wird von einem vierköpfigen Management geführt. Als geschäftsführender Gesellschafter ist Ing. Andreas Kraler (MBA) für Vertrieb, Konstruktion, Produktmanagement, Marketing und HR und Dkfm. DI (FH) Christian Schaller für Strategie, Organisationsentwicklung und IT zuständig. DI Harald Niedrist verantwortet die Produktion und Mag. Georg Pranter die Finanzen. Sie steuern die internationale Gruppe mit 28 Vertriebsstandorten in neun Ländern und vier Werken in zwei Ländern.

## Produkte
Das Produktportfolio reicht von Jalousien, Raffstores und Rollläden über Markisen, Fassadenbeschattungen, Absturzsicherungen sowie Pergolen bis zu Rohbaulösungen und elektronischen Steuerungen dieser Systeme. Das Unternehmen liefert nicht nur die Produkte und Software, sondern sorgt auch für die Montage und After Sales-Services wie Reparatur und Ersatzteile. Die Produktpalette des Unternehmens wird je nach Markt über gewerbliche Fachbetriebe oder direkt an den Endkunden vertrieben.